# ČEZ

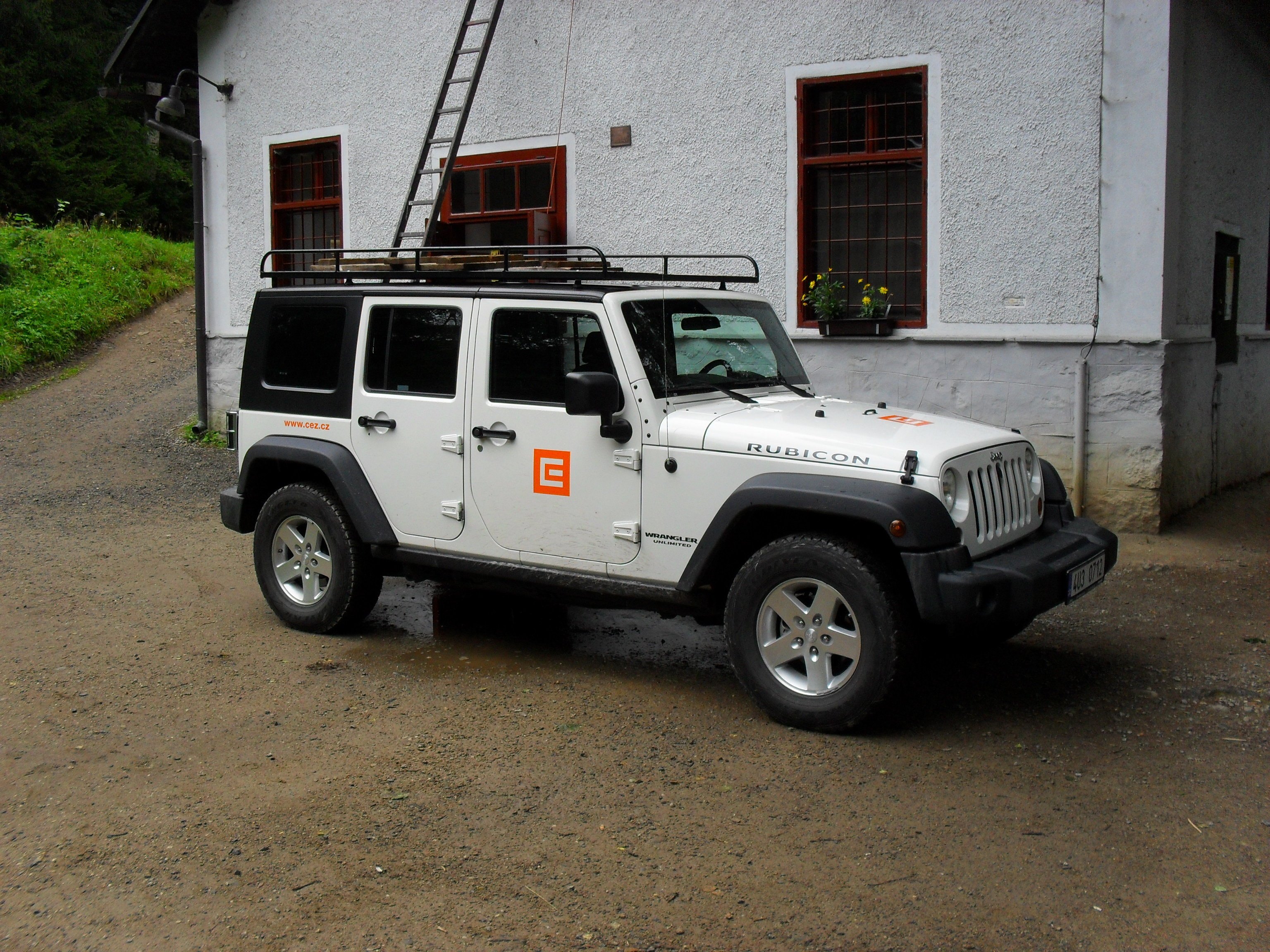
Vehículo de la compañía ČEZ.

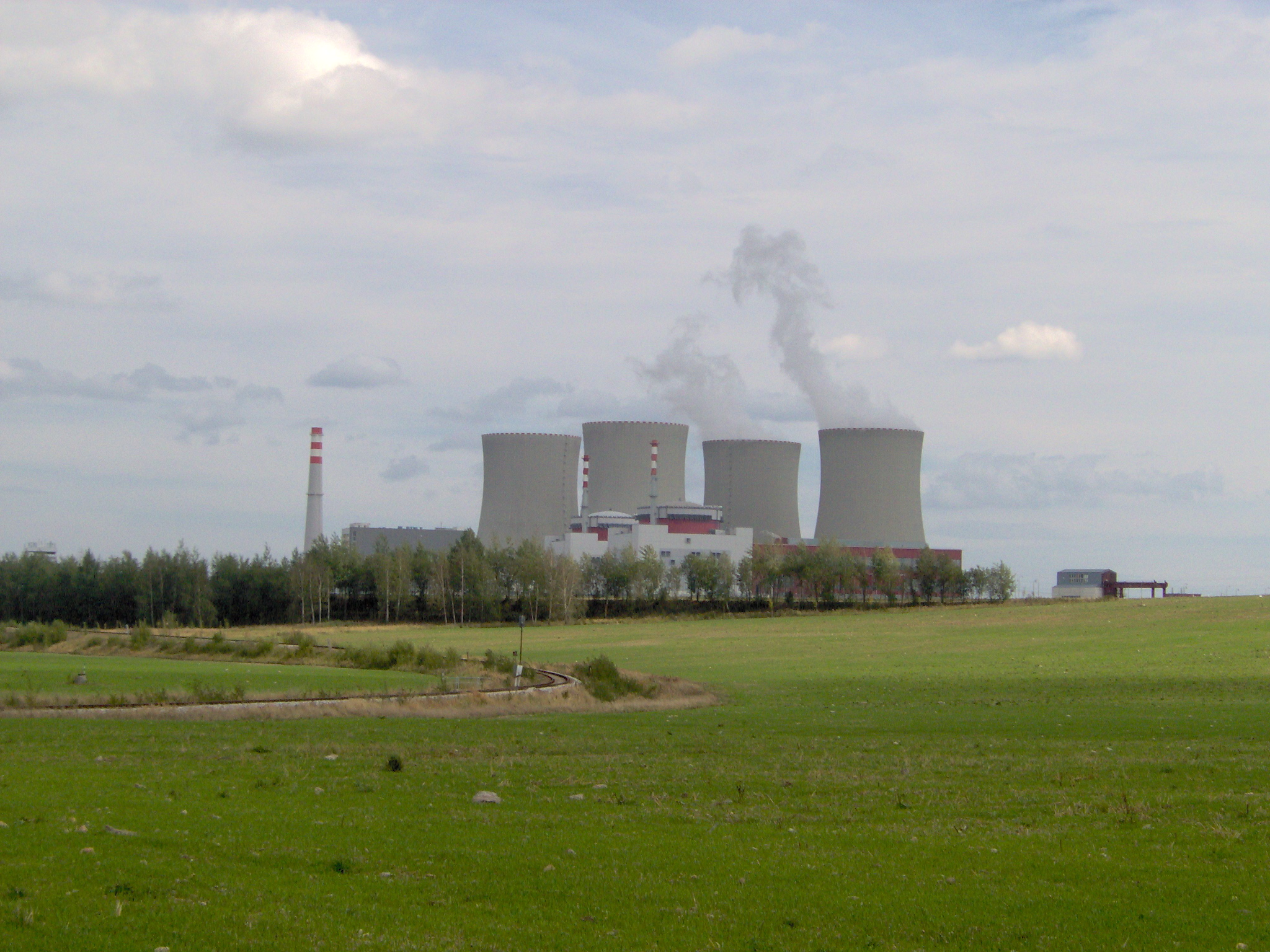
Planta nuclear en Temelín.

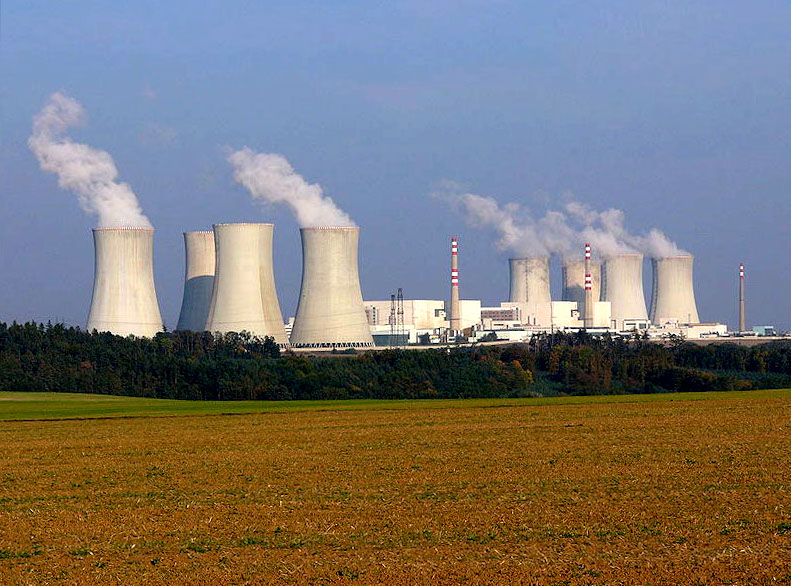
Planta nuclear en Dukovany.

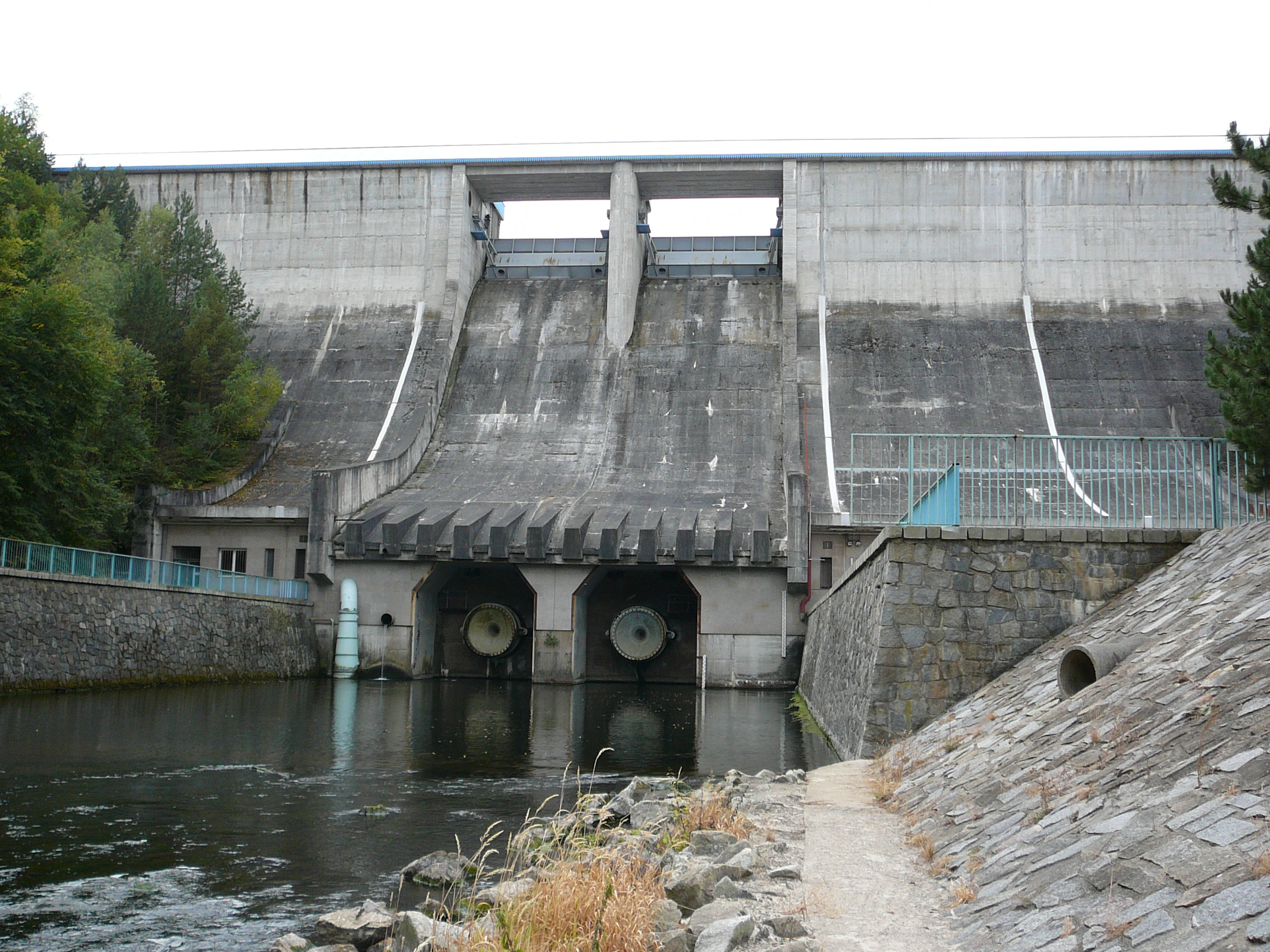
Planta hidroeléctrica en Mohelno.

El Grupo ČEZ (en checo: Skupina ČEZ; České Energetické Závody) es un conglomerado de 96 empresas (que incluyen la empresa matriz ČEZ, a.s.), 72 de ellas de la República Checa. Está involucrada en la generación de electricidad, distribución y comercialización. El Grupo ČEZ opera en Albania, Austria, Bosnia y Herzegovina, Bulgaria, Alemania, Hungría, Kosovo, Polonia, Rumania, Serbia, Eslovaquia y Turquía. ČEZ, a.s. está listada en la bolsa de Praga, la bolsa de Varsovia y las acciones de ČEZ también se intercambian en la bolsa de Fráncfort.
ČEZ es la mayor compañía de servicios de cotización pública en Europa Central y del Este. Sus actividades recientemente han estado bajo escrutinio. Según the Economist, "aunque nominalmente bajo control del estado, muchos ven el poder fluyendo la otra dirección: del consejo de administración de ČEZ a la política".
A finales de 2010 la EU está investigando las actividades de la compañía.

## Centrales eléctricas
El Grupo ČEZ es un operador de varias fuentes de energía. Las más importantes se listan a continuación (en la República Checa, sino se indica):
- Plantas nucleares
  - Temelín (2000 MW - 2 * 1000)
  - Dukovany (1830 MW - 3 * 440 + 510)
- Plantas térmicas
  - Dětmarovice (800 MW - 4 * 200)
  - Hodonín (105 MW - 50 + 55) (tercera mayor planta mundial de biomasa
  - Chvaletice (800 MW - 4 * 200)
  - Ledvice (330 MW - 3 * 110)
  - Mělník (770 MW - 2 * 110 + 500)
  - Počerady (1,000 MW - 5 * 200)
  - Poříčí (165 MW - 3 * 55)
  - Prunéřov (1,490 MW - 4 * 110 + 5 * 210)
  - Tisová (295 MW - 3 * 57 + 125 + 13)
  - Tušimice (800 MW - 4 * 200)
  - Elcho (Polonia, 220 MW - 2 * 110)
  - Skawina (Polonia), 492 MW)
  - Varna (Bulgaria, 1,260 MW - 6 * 210)
- Plantas hidroeléctricas
  - Lipno (122 MW)
  - Orlík (364 MW)
  - Kamýk (40 MW)
  - Slapy (144 MW)
  - Štěchovice (23 MW)
  - Vrané (14 MW)
  - Střekov (20 MW)
- Centrales hidroeléctricas reversibles
  - Dalešice (450 MW)
  - Dlouhé stráně (650 MW)
  - Štěchovice (45 MW)
- Central eólica
  - Parque eólico de Fântânele (Rumania, 348 MW, otros 252 en construcción)
- Plantas solares
  - Parque solar de Mimoň (18 MW)
  - Parque solar de Ralsko (38 MW)
  - Parque solar de Ševětín (30 MW)
  - Parque solar de Vranovská (16 MW)
- otras fuentes menores de energía